# 小松里歌
小松里歌（日语：／ Komatsu Rika，2月25日—），日本女性配音員、歌手。出身於高知縣。青二Production所屬。舊藝名小松 里賀（日文讀音相同）。身高158cm。AB型血。

## 來歷
小松里歌在小的時候看過電視動畫《阿爾卑斯的少女海蒂》，根據她的說法，當時本身很傻，以為「海蒂真的存在」。當她得知海蒂是一個虛構的人物時，她也了解到配音員是一種職業，並想到「也許我可以成為海蒂？」，這促使她立志成為一名配音員。她也說自己從小就想進入《一休和尚》的世界，所以是靠著勇氣才來到這裡的。
青二塾大阪校第12期畢業。
她的第一份工作是生髮產品的電台廣告，當她和藤田淑子在一起時，她把話咽了回去，說「是一休耶♡」。
2013年12月31日宣布已經結婚。

## 人物
她也與同期的疋田由香里一起作為聲優組合「由香里里歌（ゆかりりか）」的成員進行唱歌和朗讀繪本活動。
音域：F～E。方言：土佐方言、關西方言。
她用沙啞的聲音熟練地扮演各種角色，包括活潑的男孩和脆弱的女孩。
興趣：靈性彩油療法。特長：劍道、唱歌。

## 演出
粗體字表示主要角色。

### 電視動畫
1997年
- 靈異教師神眉（女學生）
- 鬼太郎 (第4作)（女性B、少年A、女性、秘書）

1998年
- 只有你：萬歲！歌廳俱樂部（日语：Only You ビバ!キャバクラ）（不二子／涼崎美智留）
- 守護月天！（居民、信紙）
- 熱沙霸王甘達拉（日语：熱沙の覇王ガンダーラ）（艾瑪·布蘭頓[7]）
- 遊☆戲☆王（女高中生、女學生）

1999年
- 霹靂酷樂貓（喵喵軍團3號、一馬、小太郎[8]）
- 神八劍傳（日语：神八剣伝）（近鄉昇）

2000年
- 丸少爺（2000年—2010年，坂田金太郎〈小金〉、安部子、女孩子 等）
- 野野子（日语：ののちゃん）（女友）
- BOYS BE…（森尾純奈）
- ONE PIECE（2000年—2009年，查寶、瑪莉）

2001年
- 星之卡比（2001年—2003年，小布[9]）
- RUN=DIM（雷娜）

2002年
- 猴王五九（日语：アソボット戦記五九）（久留美）
- 東京喵喵（黃步鈴的母親、露恰）

2003年
- F-ZERO 法爾康傳說（日语：F-ZERO ファルコン伝説）（2003年—2004年，法蘭克·福斯）
- 鼻毛真拳（子しゃもじ）
- 魔偵探洛基 RAGNAROK（大島玲也）

2004年
- B傳說！戰鬥彈珠人（阿薩多）
- 光之美少女（2004年—2005年，管家薩凱那A、純真精靈）2系列

2005年
- 黑輪君（日语：おでんくん）（2005年—2009年，竹輪布、銀杏坊主、小林、絲吉、智惠子 等）

2006年
- 小柴犬和風心（日语：しばわんこの和のこころ）（福鬼）
- 飛天小女警Z（2006年—2007年，保健室老師、母親）

2007年
- 金色琴弦 ～primo passo～（學生）
- 鬼太郎 (第5作)（2007年—2009年，寧寧子、小孩、女孩子、主持人、野兔、承包商）
- 旁邊的兒童 我的火腿組（日语：はたらキッズ マイハム組）（2007年—2008年，富美、次郎）
- 真仙魔大戰（吉報天女、珍卡貝爾）
- 物怪 座敷童子（The 赤子）

2008年
- 洋葱和尚朝太郎（日语：ねぎぼうずのあさたろう）（檸檬）
- 波菲的漫長旅程（奇洛）
- 看見夢想，動畫「小on」（日语：ユメミル、アニメ「onちゃん」）（小on的媽媽、小oh）
- RoboDz 風雲篇（日语：ロボディーズ -RoboDz- 風雲篇）（Jr.）

2009年
- 我們這一家（少年）
- 怪談餐廳（電視播報員）
- 蠟筆小新（2009年—2022年，園童C、小孩、小俊、熊、野原廣志〈年輕時〉 等）
- 閃亮雙胞胎（道夫）
- 戰爭童話（日语：戦争童話） 藍眼女孩的話（日语：青い瞳の女の子のお話）（高石健太）
- 小雙俠 (2008年版)（猿飛莎莉）

2010年
- 動物偵探奇魯米（成海明日香、王女）
- SD鋼彈三國傳 Brave Battle Warriors（關平鋼彈、村莊小孩）[注 1]
- 忍者亂太郎（少年）
- FRESH光之美少女！（得到甜甜圈的少女）
- 名偵探柯南（哥特蘿莉店員）
- 看見夢想，動畫「小on」 Season 2（日语：ユメミル、アニメ「onちゃん」）（小oh、小on媽媽）

2011年
- 櫻桃小丸子 (第2期)（一男）

2012年
- 黑魔女學園（東海寺阿修羅[10]）

2017年
- 偶像事變（貓）
- 哆啦A夢 (水田山葵版)（小孩1）

### 電影動畫
- 兔子外星人（日语：エト (漫画)）（2009年，由加）
- 佛陀再誕 -The REBIRTH of BUDDHA（日语：仏陀再誕#アニメ映画）（2009年）
- 劇場版 光之美少女 All Stars New Stage2：心之朋友（2013年，妖精）

### OVA
- 萬有引力（1999年，助理）
- 動畫製作進行黑美（日语：アニメーション制作進行くろみちゃん）（2001年，百合、廣播）
- 土方歲三 白之軌跡（日语：土方歳三 白の軌跡）（2004年，土方歲三〈少年時期〉）

### 遊戲
1997年
- 三國無雙（貂蟬）
- 行星格鬥2（日语：トバル2）（湯谷茶子）
- 毛利元就 三矢之誓（日语：毛利元就 誓いの三矢）

1998年
- 英雄志願 -Gal Act Heroism-（日语：英雄志願）（莉卡）
- 光明與黑暗3三部曲：被狙擊的神之子（沃露兹、葉月、帕佩茨）
- 光明與黑暗3三部曲：冰壁的邪神宮（沃露兹、葉月、帕佩茨）
- 卒業Album（齋藤由加里）
- 卒業III ～Wedding Bell～（齋藤由加里）
- ROOMMATE+ONE（日语：ROOMMATE）（鈴木泉）[注 2]

1999年
- 學園戰隊Sol Blast（日语：学園戦隊ソルブラスト）（三條三紀）
- 夢幻騎士（露易絲·佛斯麥爾）
- 聖少女艦隊Virgin Fleet（日语：聖少女艦隊バージンフリート）（柿本時雨）

2000年
- 冒險奇譚II（日语：グランディアII）（艾爾摩）
- 真·三國無雙（貂蟬）
- 烤雞肉串娘 ～SUGO手腕繁盛記～（日语：やきとり娘〜スゴ腕繁盛記〜）（美雪）

2001年
- 召喚夜響曲2（日语：サモンナイト2）（露·阿夫蘭）
- 真·三國無雙2（2001年—2002年，貂蟬）2作品[系列 1]
- 真愛故事3（日语：トゥルー・ラブストーリー#トゥルーラブストーリー3）（真弓千鶴）
- 我的同學是情歌偶像（日语：Love Songs アイドルがクラスメ〜ト）（瀨戶綾乃[11]）

2002年
- 初吻☆物語II ～有你在的話～（日语：ファーストKiss☆物語）（石川夕美）

2003年
- 召喚夜響曲3（納普·馬提尼）
- 真·三國無雙3（2003年—2004年，貂蟬）3作品[系列 2]
- 夢幻TV 世界格鬥（日语：ドリームミックスTV ワールドファイターズ）（桃太郎、野雞、迷你邦比）

2004年
- （君嶋夏樹）
- 真名法典：真紅的聖痕（日语：マグナカルタ (ゲーム)）（瑪雅、少年雨果）
- 我的同學是情歌偶像♪ADV 雙葉理保19歳 ～冬～（瀨戶綾乃）

2005年
- 白銀鳥籠（日语：しろがねの鳥籠）（米尼）
- 真·三國無雙4（2005年—2006年，貂蟬）3作品[系列 3]
- 潛龍諜影Ac！d2（維納斯）

2006年
- I"s Pure（麻生藍子）
- 潛龍諜影 掌上行動（維納斯）
- 約束之地（羅傑）

2007年
- 魔塔大陸2 少女們於世界中迴響的創造詩（蘇普）
- 夢幻騎士VI（日语：グローランサーVI）（露奇亞絲）
- 真·三國無雙5（2007年—2009年，貂蟬）2作品[系列 4]
- BAROQUE（日语：バロック (ゲーム)）
- VitaminX（日语：VitaminX）（七瀨怜華）
- 無雙OROCHI（2007年—2009年，貂蟬）3作品[系列 5]
- 潛龍諜影 掌上行動加強版（日语：メタルギアソリッド ポータブル・オプス+）（維納斯）

2008年
- 符文工廠：未知大地（日语：ルーンファクトリー フロンティア）（密涅瓦、路西亞）

2009年
- 忍者外傳Σ2（日语：NINJA GAIDEN Σ2）（三治）
- VitaminZ（日语：VitaminZ）（不破沙耶香、亮、女學生 等）
- 人中之龍3

2010年
- 真·三國無雙 連袂出擊2（貂蟬）
- 星光少女（藤堂花音）

2011年
- 真·三國無雙6（2011年—2012年，貂蟬）4作品[系列 6]
- 真·三國無雙 NEXT（貂蟬）
- 無雙OROCHI 2（2011年—2013年，貂蟬）4作品[系列 7]

2012年
- 真·三國無雙 VS（貂蟬）

2013年
- 真·三國無雙7（貂蟬[12][13]）3作品[系列 8]

2014年
- 人中之龍 維新！

2018年
- 真·三國無雙8（2018年—2021年，貂蟬）2作品[系列 9]
- 無雙OROCHI 3（貂蟬）

### 廣播劇CD
1990年代
- 卒業III Wedding Bell Radio Drama Collection（1998年，齋藤由加里）
- DEEP FEAR（1998年，夏蓉）
- 女神異聞錄 Vol.2（1998年，山本百合子）
- 浮世之幻馬（1999年，妙）

2000年代
- 愛我就是要說出來。（日语：晴天なり。）（2000年，吉峰多惠子）
- 我的同學是情歌偶像（日语：Love Songs アイドルがクラスメ〜ト） Drama Album（2001年，瀨戶綾乃）
- Z/ETA（2002年，藤宮多香子）
- 老師！（2003年，島田響）
- 戀愛情結 廣播劇CD系列（2003年—2005年，壽聖子郎）
- 約束之地 Epilogue Disc（2004年，羅傑）
- 少年同盟 （2005年）
- 俏妞出招（2005年，小宮山麻美）
- Landreaall（日语：Landreaall）（2006年，契爾達·馬帝爾）
- 大人的時間（2007年，立花蜜香）
- 夢幻騎士VI（日语：グローランサーVI）（2007年，露奇亞絲）
- 魔塔大陸2 少女們於世界中迴響的創造詩 Vol.1 SIDE 瑠珈（2008年，諾諾）
- 廷德裏亞種（日语：ティンダーリアの種）（2008年—2010年，納絲塔·格拉絲）2作品

2010年代
- 夢幻騎士 Limited Edition, Original recording（2010年，露易絲·佛斯麥爾）

### 外語配音

#### 電影
- 真·三國無雙（貂蟬〈古力娜扎〉[14]）

### 廣播劇
- （幹代）
- 流星俱樂部（日语：流星倶楽部）（學生時期的小坂田朋子）[注 3]

### 廣告
- 星空學園（旁白）

### 綜藝節目
- 擂台之魂（日语：リングの魂）（旁白）
- （旁白）

### 其它
- 星之卡比 魔法劇場（小布、伊洛）

## 音樂作品

### 單曲
| 枚數 | 發行日期       | 單曲名稱（日文名稱） | 規格編號   |
| ---- | -------------- | -------------------- | ---------- |
| 1st  | 2002年5月1日   | my sweet heart       | NECM-12030 |
| 2nd  | 2002年10月23日 | 滑翔機（）           | NECM-12036 |

### 商業搭配
| 樂曲           | 商業搭配                       | 年份   |
| -------------- | ------------------------------ | ------ |
| my sweet heart | 電視動畫《東京喵喵》片頭主題曲 | 2002年 |
| 滑翔機         | 電視動畫《東京喵喵》劇中插入歌 | 2002年 |
|                | 電視動畫《東京喵喵》劇中插入歌 | 2002年 |

### 角色歌曲
| 發行日期 | 商品名稱                                             | 歌 | 樂曲                         | 備註                                   |
| 1998年   | 1998年                                               | 1998年 | 1998年                       | 1998年                                 |
| -------- | ---------------------------------------------------- | --- | ---------------------------- | -------------------------------------- |
| 3月21日  | Happy Bell ～幸鳴！～                                | 尾崎恭子（古山步）、菊池希美（中山真奈美）、齋藤由加里（小松里賀）、松山美（高橋千晶）、渡邊和惠（根橋美繪子） | 「」                         | 遊戲《卒業III Wedding Bell》片頭主題曲 |
| 3月21日  | Happy Bell ～幸鳴！～                                | 尾崎恭子（古山步）、菊池希美（中山真奈美）、齋藤由加里（小松里賀）、松山美（高橋千晶）、渡邊和惠（根橋美繪子） | 「」                         | 遊戲《卒業III Wedding Bell》片尾主題曲 |
| 4月21日  | 卒業III Wedding Bell Vocal Collection                | 齋藤由加里（小松里賀）                                                                                         | 「」                         | 遊戲《卒業III Wedding Bell》相關歌曲   |
| 2001年   |                                                      | |                              |                                        |
| 4月25日  | 我的同學是情歌偶像 角色歌曲集系列1 瀨戶綾乃/桃園果菜 | 瀨戶綾乃（小松里賀）                                                                                           | 「First love & First dream」 | 遊戲《我的同學是情歌偶像》相關歌曲     |
| 2004年   |                                                      | |                              |                                        |
| 2月25日  | 動畫製作進行黑美 1&2 原聲音樂                        | 安原麗子、市川三惠子、三澤真弓、小松里賀、一條和矢、伊藤榮次、矢部雅史、松本吉朗                               | 「」                         | OVA《動畫製作進行黑美》劇中插入歌      |

## 腳註

## 外部連結
- 小松里歌｜青二Production （日語）
- 天然珊瑚日記 （日語）—小松里歌的官方個人部落格。
- 天然珊瑚俱樂部 （页面存档备份，存于） （日語）—聲優組合「由香里里歌」的官方網站。